# 托伊費倫

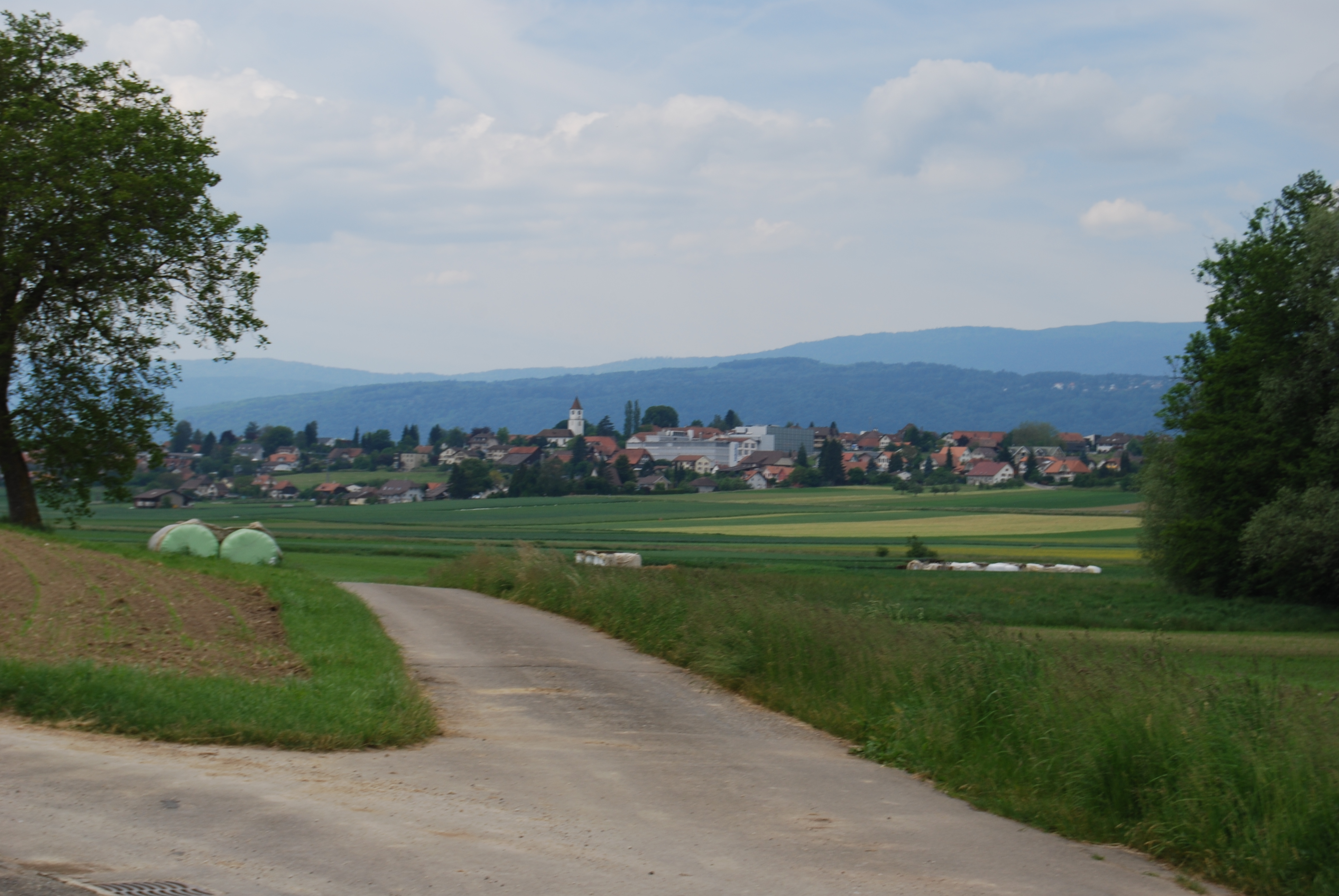

托伊費倫是瑞士的城鎮，位於該國中西部，由伯恩州負責管轄，面積4.4平方公里，六成土地是農業用地，海拔高度492米，2011年人口2,613，人口密度每平方公里594人。